# تون مطهر
سري بادوكا داتو بندهارا سري مهراجا تون محمد مطهر ابن داتو بندهارا سري مهراجا تون علي (1813-30 مايو 1863) خامس راجا بندهارا لولاية فهغ، حكم الولاية حتى وفاته عام 1863 في حرب فهغ الأهلية.

## نشأته
ولد عام 1813. كان والده تون علي رابع راجا بندهارا لولاية فهغ، ووالدته إنسيك وان نجاه من عائلة بندهارا. تلقى تعليمه الخاص كما كانت عادة النبلاء آنذاك. وفي عام 1832، أُعلن بأنه وريث بندهارا «بندهارا مودا» في حفل أقيم في لينقا، عاصمة سلطنة جوهر آنذاك. تزوج من ثلاث نساء: تونكو كشيك ابنة السلطان عبد الرحمن معظم شاه سلطان جوهر، وتونكو شيك ابنة السلطان أحمد تاج الدين الثاني ملك قدح؛ وتونكو شيك ابنة السلطان محمد سلطان جوهر.

## الحرب الأهلية
دخل تون علي في شبه تقاعد عام 1847 وسلم مقاليد الحكم إلى تون مطهر. اتبع تون مطهر سياسة تون علي ولم يكتب الكثير عن عهده. في عام 1857 أمر تون علي بإعدام أخيه غير الشقيق تون أحمد،
فر تون أحمد على الفور إلى سنغافورة، وعاد إلى فهغ عندما توفي تون علي. اندلع الصراع بين أحمد ومُطهر، والذي تحول إلى حرب أهلية اجتاحت فهغ. كانت الحرب هي الأكثر حسماً في تاريخ سلطنة جوهر القديمة، وانتهى الصراع عندما أصيب تون مطهر بجروح قاتلة عام 1863.

## في أعقاب الحرب الأهلية
دفن تون مطهر في جوهر باهرو، وأُعلن تون أحمد سلطانًا لفهغ، وأصبح السلطان أحمد الأول في عام 1882، وأسس سلطنة فهغ الحديثة، والتي ختمت تفكك سلطنة جوهر.